# Ying On Association
Ying On Association of Ying On Labor & Merchant Association is een Chinees-Amerikaanse organisatie die aan het begin van de 19e eeuw werd opgericht met het doel Chinezen te beschermen tegen discriminatie omtrent zakelijke praktijken. Ze organiseerden ontmoetingsplaatsen voor Chinezen en regelden ook begrafenissen voor Chinezen die geen familie in Amerika hadden.
Ze waren in het verleden als een van de primaire Tongs ook betrokken bij de criminele onderwereld van de Chinese gemeenschap. Ze creëerden hiermee een soort van eigen bescherming in Amerika voor Chinese immigranten. Tegenwoordig is het een legitieme onderneming.
De Ying On Association bestaat nu nog steeds en heeft in de volgende steden een verenigingsgebouw:
- Bakersfield
- Fresno
- Las Vegas
- Los Angeles
- Oakland
- Phoenix (Arizona)
- San Diego
- San Francisco
- Tucson